# Margarete von Anjou

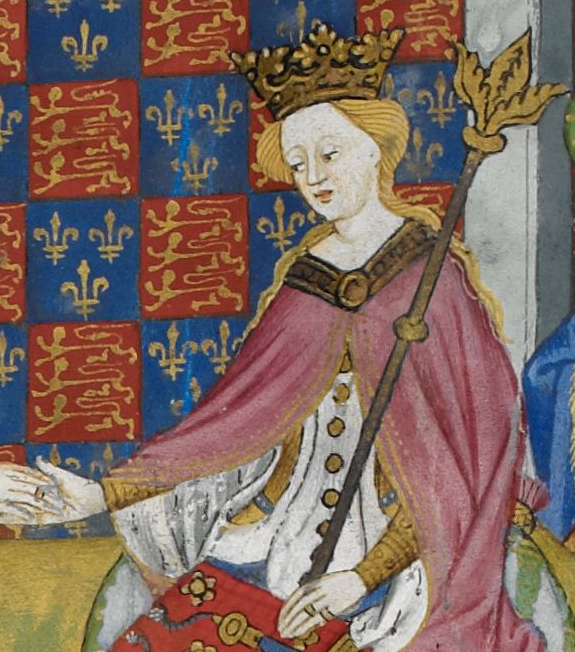
Margarete von Anjou um 1445 (Darstellung von Talbot Master)

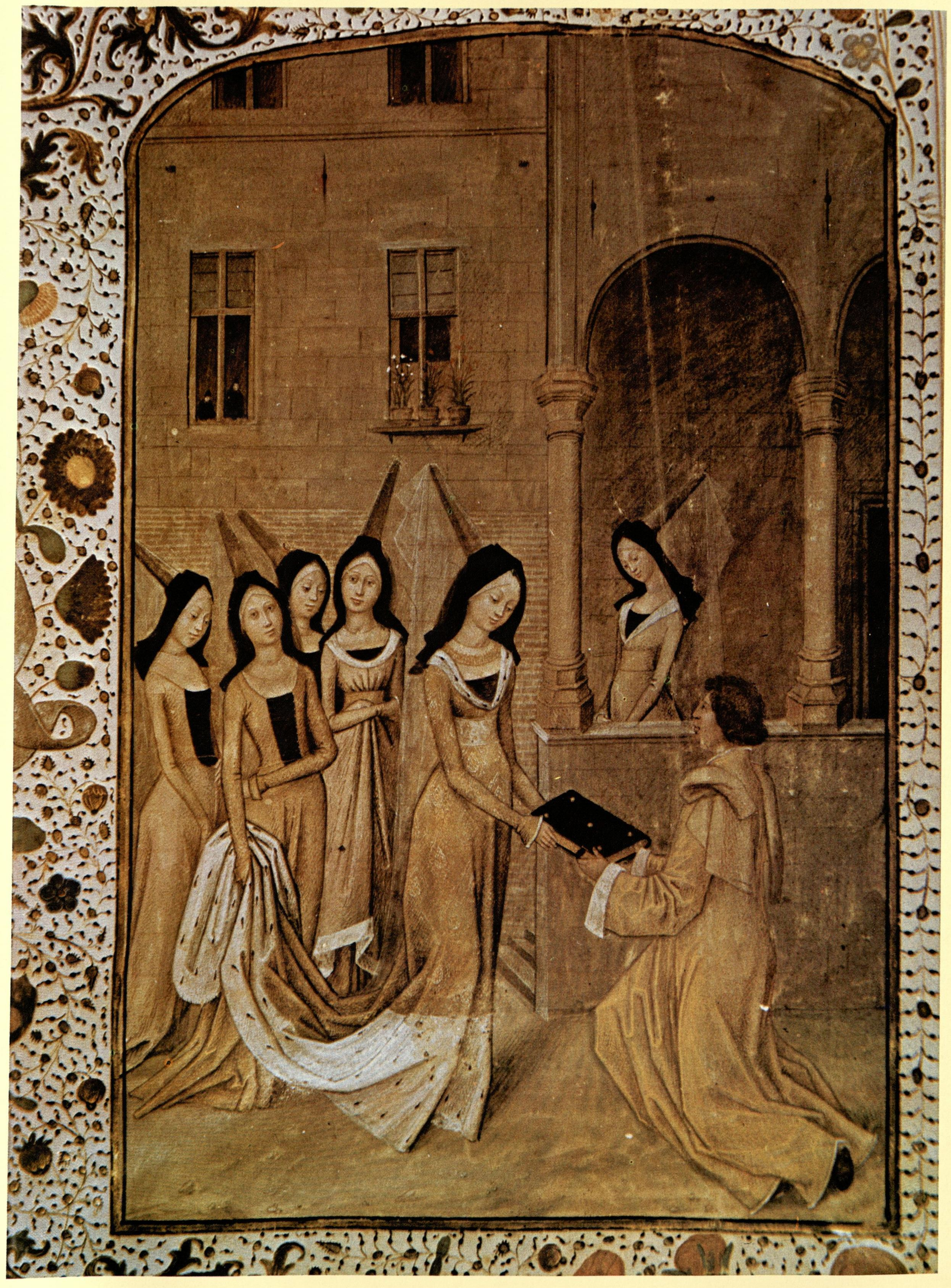
Jean de Meung überreicht Margarete seine französische Übersetzung von Boethius’ Werk Consolatio philosophiae. Buchmalerei in der Handschrift Jena, Bibliothek der Friedrich-Schiller-Universität, Ms. fol. 85, fol. 13v (spätes 15. Jahrhundert)

Margarete von Anjou (* 23. März oder 24. März 1430 in Pont-à-Mousson oder Nancy; † 25. August 1482 in Dampierre-sur-Loire bei Saumur) war von 1445 bis 1461 und von 1470 bis 1471 Königin von England. Sie war das vierte das Kleinkindalter überlebende Kind und die zweite Tochter von René von Anjou, dem späteren König von Neapel und Titularkönig von Jerusalem, und von Isabella von Lothringen. 1445 wurde sie mit Heinrich VI., König von England verheiratet. Die französische Rückeroberung der Normandie (1450) in der Spätphase des Hundertjährigen Kriegs kostete sie in England viele Sympathien. Entgegen ihrem Wunsch, der 1453 ausgebrochenen Geisteskrankheit ihres Gatten wegen, die Regentschaft zu übernehmen, wurde Richard Plantagenet, 3. Duke of York Protektor des Reichs. Nach dem Ausbruch der Rosenkriege (1455) spielte sie als führende Vertreterin des Hauses Lancaster eine wichtige Rolle in den von 1459 bis 1461 andauernden Kämpfen. In der Schlacht von Towton (29. März 1461) erlitt ihre Partei eine schwere Niederlage. Mit Unterstützung von Richard Neville, 16. Earl of Warwick gelangte Eduard IV. auf den Thron. Margarete floh nach Frankreich, konnte aber nach ihrer Aussöhnung mit Warwick, der sich mit Eduard IV. entzweit und diesen gestürzt hatte, im April 1471 mit einem Invasionsheer nach England zurückkehren. Bereits einen Monat später wurde ihre Armee jedoch in der Schlacht von Tewkesbury schwer geschlagen. Ihr Sohn Edward fand dabei den Tod, ihr Gatte wurde im Tower of London ermordet und sie selbst geriet in Gefangenschaft. Erst 1476 durfte sie sich in ihre Heimat Frankreich begeben, wo sie sechs Jahre später starb.
Margarete gehört zu den meistkritisierten englischen Königinnen, die im Mittelalter lebten. Diesen Tadel übten bereits Zeitgenossen, aber auch spätere Historiker. Im Zuge der Machtkämpfe am englischen Königshof verbreiteten politische Gegner bereits bösartige Gerüchte über sie, als sie noch eine junge Königin war. So wurde behauptet, dass ihr Sohn, der kleine Prinz Edward, nicht der Sohn Heinrichs VI. sei. Zur Legitimierung seiner Dynastie ließ König Eduard IV. seine Vorgänger aus der Lancaster-Dynastie in düsteren Farben malen; dabei wurde Margarete als die eigentliche Triebfeder für den Ausbruch der Rosenkriege hingestellt. Nach dieser Propaganda sei sie eine skrupellose, machthungrige und rachsüchtige Königin gewesen. Dieses Bild verfestigte Shakespeare für die folgenden Jahrhunderte; es wirkte bis ins 20. Jahrhundert auf Historiker und Biographen Margaretes ein. Dagegen stellten sie viele französische Autoren als tragische Heldin dar.

## Leben

### Abstammung; frühes Leben
René von Anjou, der Vater Margaretes von Anjou, war als Urenkel des Königs Johann II., des Guten sowie Bruder von Marie, der Gattin König Karls VII., direkt mit dem französischen Königshaus verwandt. Margaretes Mutter Isabella war die älteste Tochter und Erbin des Herzogs Karl II. von Lothringen. Nach dem am 25. Januar 1431 erfolgten Tod seines Schwiegervaters Karl II. wurde René von Anjou aus dem Recht seiner Gemahlin neuer Herzog von Lothringen. Dies verwickelte ihn in einen Krieg mit dem von Philipp dem Guten unterstützten Grafen Antoine von Vaudemont. René wurde nach der Schlacht von Bulgnéville (2. Juli 1431) von Antoine gefangen genommen und bis 1437 in Dijon interniert. Nun übernahm Isabella von Lothringen die Herrschaft über Lothringen und das Herzogtum Bar sowie die alleinige Fürsorge für ihre kleine Tochter Margarete, die in ihren ersten Lebensjahren in Nancy aufwuchs. Während seiner Gefangenschaft erbte René im November 1434 auch noch von seinem verstorbenen Bruder Ludwig III. das Herzogtum Anjou sowie die Grafschaft Provence und im Februar 1435 von Johanna II. die Throne von Neapel, Sizilien sowie Aragón. Diese letztgenannten Ansprüche machte ihm aber Alfons V. von Aragón streitig. Isabella von Lothringen begab sich daraufhin nach Neapel, um dort ihrem Gemahl die Anerkennung als König zu verschaffen. Margarete wurde derweilen nach Anjou geschickt, wo ihre Großmutter Jolanthe von Aragón im Namen Renés regierte und die Obsorge für sie übernahm. Jolanthe hatte einen ähnlich starken Einfluss auf die junge Margarete wie deren willensstarke Mutter. Nun wohnte Margarete hauptsächlich in Saumur und Angers und lernte die illustre Hofkultur von Anjou kennen. Sie erhielt eine gediegene Ausbildung, auch in den von adligen Frauen erwarteten Fertigkeiten wie Tanzen, Musik und Sticken. Ferner erlernte sie durch das Beispiel ihrer politischen aktiven Mutter und Großmutter das politische Geschäft.
Nach seiner Freilassung begab sich René von Anjou 1437 rasch nach Italien, um den Kampf um den neapolitanischen Thron zu führen. Fünf Jahre später gab er aber seine diesbezüglichen Bemühungen auf und kehrte nach Frankreich zurück, damit er sich um seine unmittelbaren Territorialinteressen kümmern konnte. Nach dem Tod seiner Mutter ging er im Juni 1443 nach Anjou und residierte mit seiner Gattin und seinen Töchtern während der nächsten Jahre meist auf Schloss Angers. Daher blieb Margarete bis zu ihrem 14. Lebensjahr in Anjou.

### Heiratsverhandlungen
Bereits im Februar 1433 hatte René von Anjou, als er vorübergehend unter Auflagen in Freiheit gesetzt worden war, in Bohain der Heirat seiner Tochter Margarete mit einem Sohn des Grafen von Saint-Pol zugestimmt; doch diese Vereinbarung zerschlug sich wieder. 1435 drängte Philipp der Gute von Burgund, der René gefangen hielt, dass Margarete mit seinem einjährigen Sohn, dem nachmaligen Herzog Karl den Kühnen, vermählt wurde. Sie sollte das Herzogtum Bar und Pont-à-Mousson als Mitgift in die Ehe einbringen und damit die direkte Verbindung zwischen den Niederlanden und Burgund sichern, was für die burgundische Politik ein wichtiges Ziel darstellte. René zog es aber vor, eher Gefangener zu bleiben als sein Erbe aufzugeben. Dennoch machte Philipp weiterhin für ein angevinisch-burgundisches Bündnis Druck und verhandelte im Sommer 1443 mit Isabella von Lothringen über eine Verheiratung Margaretes mit seinem Verwandten Karl, Graf von Nevers. Am 4. Februar 1443 wurde ein Heiratsvertrag in Tarascon unterschrieben, doch König Karl VII. lehnte diese Verbindung ab. So kam auch dieses Heiratsprojekt nicht zustande.
Aussichtsreicher verliefen die Unterhandlungen zur Vermählung Margaretes mit dem englischen König Heinrich VI. Mit dieser geplanten Eheschließung verband sich die Hoffnung zur Beendigung des Hundertjährigen Kriegs. Seit 1439 hatte die von Kardinal Henry Beaufort angeführte Friedenspartei am englischen Hof die Oberhand gewonnen und verfolgte deshalb den Plan zur Verheiratung Heinrichs VI. mit einer französischen Prinzessin. Ihre ersten diesbezüglichen Versuche blieben erfolglos. Der 1440 aus englischer Gefangenschaft entlassene Herzog Karl von Orléans, der dieses Projekt fördern sollte, dürfte aber nach der Ablehnung König Karls VII., eine seiner Töchter Heinrich VI. zur Gemahlin zu geben, die Verheiratung des englischen Königs mit Margarete von Anjou vorgeschlagen haben. Heinrich VI. und die Hofpartei um Beaufort griffen diese Idee enthusiastisch auf, obwohl sie u. a. von Humphrey, Duke of Gloucester heftig bekämpft wurde. Im Februar 1444 reiste William de la Pole, 1. Duke of Suffolk als Leiter einer englischen Gesandtschaft nach Tours an den Hof Karls VII., um einen Waffenstillstand und eine Ehe Margaretes mit Heinrich VI. auszuhandeln. Auch René von Anjou kam nach Tours und stimmte dieser Heirat im Interesse Frankreichs zu. Die Verhandlungen verliefen rasch erfolgreich. Karl VII. hatte nichts gegen das Eheprojekt einzuwenden, da er bei René weniger als bei anderen Hochadligen fürchtete, dass dieser seine Allianz mit England zur Vergrößerung seines Territoriums ausnützen würde.
Anfang Mai 1444 wurde Margarete, die bis dahin in Angers geblieben war, von ihrer Mutter Isabella zum Treffen mit den englischen Gesandten geleitet. Sie wohnte mit ihren Eltern in der Abtei von Beaumont-lès-Tours. Am 22. Mai wurde ein Heiratsvertrag für Margarete vereinbart. Zwei Tage später fand ihre vom päpstlichen Legaten Pietro del Monte, Bischof von Brescia, geleitete Verlobung mit Heinrich VI. in der Basilika Saint-Martin de Tours statt, wobei der Herzog von Suffolk den abwesenden Bräutigam vertrat. Auch der französische König nahm an dieser prunkvollen Zeremonie teil, die mit einem großen Fest in der Abtei Saint-Julien endete. Dabei wurden seltsame Darbietungen aufgeführt, darunter Riesen, die Bäumen in ihren Händen hielten, sowie auf Kamelen reitende Bewaffnete, die sich Gefechte mit Lanzen lieferten. Nach der Veranstaltung eines großen Balls kehrte Margarete schließlich nach Angers zurück. Am 28. Mai 1444 wurde in Tours auch ein zwanzigmonatiger Waffenstillstand zwischen England und Frankreich sowie deren jeweiligen Verbündeten unterzeichnet. Da aber England weiterhin die Herrschaft über die Normandie und Gascogne forderte, waren nicht alle Hindernisse für einen endgültigen Frieden ausgeräumt.
Margaretes Heiratsvertrag sah u. a. vor, dass sie nur eine Mitgift von 20.000 Francs in die Ehe mit Heinrich VI. einbringen würde, da René von Anjou nach den jahrelangen Kriegen ziemlich verarmt war. Ferner brachte die Braut die Ansprüche ihrer Mutter auf Mallorca und Menorca mit, die aber praktisch kaum realisierbar waren. Diese Inseln gehörten nämlich seit Jahrhunderten zur Krone Aragon. Dagegen verzichtete Margarete auf ihre Ansprüche auf die von ihrem Vater regierten Territorien. Immerhin erhielten die Engländer durch sie Beziehungen zu wichtigen französischen Herzogtümern wie Lothringen und Bar. Heinrich VI. und seine Minister schätzten wohl den politischen Nutzen dieser Heirat höher ein als den finanziellen Verlust. König Karl VII. konnte seinerseits durch Margaretes neuen Status als englische Königin seinen Einfluss auf den Londoner Hof stärken.

### Heirat mit Heinrich VI. von England
Die Überfahrt Margaretes von Anjou auf die Britischen Inseln zu ihrer persönlichen Heirat mit Heinrich VI. verzögerte sich. Ihr Vater begann einen Krieg gegen Metz und erhielt dabei durch König Karl VII. Unterstützung. Aufgrund finanzieller Probleme konnte der Herzog von Suffolk erst im November 1444 an der Spitze einer prunkvollen Delegation wieder in Frankreich erscheinen, um Margarete nach England zu geleiten. Die Kosten dieser diplomatischen Mission beliefen sich auf mehr als 5500 Pfund. Der genaue Verlauf der Gesandtschaftsreise bis zur Rückkehr der englischen Delegation nach London im April 1445 ist aufgrund teils unzuverlässigen Quellenangaben unklar. Als der Herzog von Suffolk im Dezember 1444 in Lothringen eintraf, waren René von Anjou und der französische König gerade mit der Unterwerfung von Metz beschäftigt. Dass es nun zu weiteren Verzögerungen bei der finalen Realisierung des Heiratsprojekts kam, war nach späteren französischen Behauptungen die Schuld Renés von Anjou, der vom Herzog von Suffolk zuvor gefordert habe, Le Mans und andere von den Engländern besetzte Städte in Maine dem jüngeren Bruder Renés, Graf Karl IV. von Maine, zu übergeben. Der englische Delegationsleiter habe sich schließlich zu einer entsprechenden Zusage bequemen müssen. Jedenfalls führte der Herzog von Suffolk die finalen Verhandlungen in Nancy, wohin Margarete erst Anfang Februar 1445 kam. Einige Quellen geben an, dass Anfang März 1445 eine zweite Trauung Margaretes per procurationem in Nancy stattgefunden habe, die von Louis de Haraucourt, Bischof von Toul, zelebriert worden sei.
Als Margarete unter dem Geleit des Herzogs von Suffolk und zahlreicher Gefolgschaft von Nancy aufbrach, wurde sie während der beiden ersten Wegstunden noch von König Karl VII. begleitet, von dem sie unter Tränen Abschied nahm. Ihr Vater begleitete sie bis Bar-le-Duc und ihr Bruder Johann, Herzog von Kalabrien, bis Paris, wo sie am 15. März 1445 eintraf. Am folgenden Tag erhielt sie in der Kathedrale Notre-Dame de Paris einen königlichen Empfang. Am 17. März geleitete sie der Herzog von Orléans nach Poissy, das an der Grenze zu den damals von den Engländern besetzten Gebieten Frankreichs lag. In Pontoise nahm Richard Plantagenet, 3. Duke of York, Statthalter der Normandie, Margarete am 18. März in Empfang und stellte sie unter seine Obhut. Von Mantes an reiste sie mit einem kleinen Gefolge angevinischer Bediensteter per Schiff auf der Seine nach Rouen, wo sie am 22. März feierlich einziehen sollte. Sie konnte aber krankheitsbedingt nicht an diesem Festzug teilnehmen und ließ sich durch die Herzogin von Suffolk vertreten. Erst zwei Wochen später segelte sie von Harfleur ab, überquerte den Ärmelkanal und legte am 9. April 1445 krank an der englischen Küste in Portsmouth an.
Zur Erholung blieb Margarete zunächst in Southampton, wo sie Heinrich VI. laut der Darstellung des mailändischen Botschafters heimlich besuchte. Am 23. April 1445 fand die persönliche Hochzeit Margaretes mit dem englischen König in der nahe Fareham in Hampshire gelegenen Titchfield Abbey statt. Diese Zeremonie wurde von Bischof William Ayscough von Salisbury zelebriert. Margarete war damals 15 Jahre alt, ihr Gemahl acht Jahre älter. Heinrich VI. überreichte seiner Braut teuren Schmuck, u. a. den mit einem Rubin geschmückten goldenen Ehering. Am 28. Mai hielt sie ihren festlichen Einzug in London, der unter dem Motto des erhofften dauerhaften Friedens zwischen England und Frankreich stand. Nicht nur der Bürgermeister und der Stadtrat trafen sich mit Margarete, sogar Herzog Humphrey von Gloucester, der erbittertste Gegner dieser französischen Heirat, machte ihr seine Aufwartung. Ihr Festzug durch die Hauptstadt dauerte zwei Tage, und die dazwischenliegende Nacht verbrachte sie traditionsgemäß im Tower of London. Insgesamt wurden während des Festzugs acht Schauspiele aufgeführt. Am 30. Mai 1445 wurde sie von Erzbischof John Stafford von Canterbury in der Westminster Abbey zur englischen Königin gekrönt, woran sich ein dreitägiges Turnier anschloss.

### Frühe Jahre als Königin
Im Juli 1445 reiste eine französische Gesandtschaft zum Abschluss eines endgültigen Friedens nach London. Doch wurde bei den Unterhandlungen nur eine kurze Verlängerung des Waffenstillstands sowie die Anpeilung eines persönlichen Treffens zwischen den Königen Heinrich VI. und Karl VII. erzielt. Eine bald darauf nach England entsandte zweite französische Delegation verlangte die Übergabe der englischen Besitzungen in Maine an Margaretes Onkel Karl. Es ist unklar, wie groß Margaretes Einfluss auf ihren Gatten war, der französischen Forderung zu willfahren. Offenbar wiesen mit ihr nach England gereiste französische Hofbeamte wie der Diplomat Guillaume Cousinot de Montreuil sie an, in diesem Sinne auf Heinrich VI. einzuwirken, wie aus einem Brief Margaretes an Karl VII. vom 17. Dezember 1445 hervorgeht. Jedenfalls versprach der englische König die Abtretung Maines in einem am folgenden 22. Dezember verfassten Brief an Karl VII. Dies lief aber englischen Interessen zuwider und Heinrichs Zusage wurde nicht umgesetzt. Daraufhin gingen die Franzosen militärisch vor und erzwangen 1448 die Übergabe von Le Mans.
Es ist schwierig, eine genauere Vorstellung von Margaretes Aussehen und Persönlichkeit zu gewinnen. Der zeitgenössische französische Bischof und Historiker Thomas Basin beschrieb sie 1445 als gutaussehend und wohl entwickelt, der mailändische Botschafter in einem 1458 verfassten Schreiben an Bianca Maria Visconti diplomatisch zurückhaltend als attraktive Frau mit dunklem Teint. Sie las gern Ritterromane, und Talbot, Earl of Shrewsbury, überreichte ihr einen prachtvoll illuminierten Band französischer Romane, damit sie nicht ihre Muttersprache verlerne. Aus ihren Briefen geht hervor, dass sie sich für die Jagd begeisterte. Sie befahl, dass das in ihren Wäldern hausende Wild ausschließlich für ihre persönliche Nutzung bestimmt sei und ließ Bluthunde durch einen eigens angeworbenen Trainer ausbilden. Nach städtischen Urkunden von Coventry unternahm sie mit ihren Hofdamen öfters Ritte von Kenilworth nach Coventry. Ihr wurde ein gewisser Hang zur Verschwendungssucht nachgesagt, um ihren Vergnügungen wie der Jagd oder dem Tanzen frönen zu können. Ihr Gatte war hingegen ernster und teilte ihre Amüsements nicht. Trotz ihrer unterschiedlichen Charaktere scheinen sie ein glückliches Eheleben geführt und viel Zeit miteinander verbracht zu haben.
Am 19. März 1446 bewilligte das Parlament Margarete eine jährliche Brautgabe von 10.000 Mark. Dabei erhielt sie u. a. 2000 Pfund Sterling pro Jahr abwerfende Landgüter im Herzogtum Lancaster, vor allem in den mittelenglischen Honours von Tutbury, Leicester und Kenilworth, welche Ländereien in den 1450er Jahren ihr Machtzentrum bildeten, sowie zusätzlichen Grundbesitz in Essex, Hertfordshire und anderen Grafschaften. Zu ihren wichtigsten Beamten gehörten der für die Finanzverwaltung ihres Haushalts zuständige Schatzmeister William Cotton sowie die Auditoren John Walsh und Nicholas Sharp. Die Königin bekam ferner jährliche Einkünfte von insgesamt rund 4600 Pfund Bargeld aus den Herzogtümern Lancaster und Cornwall, aus den Zolleinnahmen von Southampton und aus dem Fiskus. Im Juni 1446 übernahm sie für einige Monate die Vormundschaft für Anne Beauchamp, 15. Countess of Warwick und erhielt für deren Versorgung eine Jahreszahlung von 200 Pfund. Im Juli 1448 wurde ihr die zollfreie Ausfuhr von Wolle aus jedem englischen Hafen genehmigt.
Nach Kräften unterstützte Margarete ihren Gemahl, wie dies von ihr als Königin erwartet wurde, doch löste das Ausbleiben eines Thronerben in den ersten Ehejahren Besorgnis aus. Sie kümmerte sich um das Wohlergehen ihrer Dienerschaft und sicherte sich als bedeutende Patronin eine größere Gefolgschaft. Das Personal ihres Haushalts versah teilweise auch Dienst im Hofstaat des Königs; drei von dessen Hofbeamten waren mit französischen Ehrendamen Margaretes verheiratet. Politisch zunächst im Hintergrund stehend schloss sie sich anfangs dem Herzog von Suffolk an, da dieser hauptsächlich für das Zustandekommen ihrer Heirat gesorgt hatte. Indessen werden in der heutigen Forschung im 16. Jahrhundert aufgekommene, auf Edward Halls Chronik basierende Gerüchte, dass Margarete Suffolks Geliebte gewesen sei, für absurd gehalten. So war etwa Suffolk bedeutend älter als die Königin. Auch war Margarete eng mit Suffolks Gemahlin Alice Chaucer, einer Enkelin des Dichters Geoffrey Chaucer, befreundet. Allerdings verstand sie es nicht, als Vermittlerin zwischen den Fraktionen aufzutreten und die Krone aus den am englischen Hof tobenden Parteikämpfen herauszuhalten. Sie schlug sich ganz auf die Seite Suffolks und seiner Verbündeten, den Beauforts, und betrachtete seine Feinde, die Herzöge von Gloucester und York, auch als ihre Gegner. Im Februar 1447 war sie beim Hochverratsprozess gegen Humphrey, Duke of Gloucester anwesend; und nach seinem baldigen Tod zeigte sie eine gewisse Habgier, indem sie einen Teil seiner Güter für ihren eigenen Besitz beschlagnahmen ließ.
1448 gründete Margarete auf Anregung des Geistlichen Andrew Dokett, Direktor des St. Bernard’s College, das Queens’ College in Cambridge. Die Erlaubnis für diesen Akt holte sie sich bei ihrem königlichen Gemahl ein, der bereits 1441 das King’s College in Cambridge gestiftet hatte. Allerdings scheint die Königin an dem von ihr gegründeten College kein größeres Interesse entwickelt zu haben, indem sie ihm etwa keine größeren Zuwendungen machte. Einige ihrer Vertrauten widmeten der Bildungseinrichtung aber ihre besondere Fürsorge, so ihr Kammerherr Sir John Wenlock, der im April 1448 den Grundstein für die zugehörige Kapelle legte.

### Beginn des Machtkampfs mit dem Herzog von York
Der Sturz des Herzogs von Suffolk (1450), dem zu große Kompromissbereitschaft gegenüber Frankreich vorgeworfen wurde, war für Margarete von Anjou ein schwerer Schlag. Suffolk wurde sogar als Verräter englischer Interessen betrachtet, und da Margarete ihn so energisch unterstützt hatte, kamen auch gegen sie Beschuldigungen des Verrats auf. Auch wurden Gerüchte lanciert, sie sei eine illegitime Tochter Isabellas von Lothringen und habe, wie bereits erwähnt, ein Liebesverhältnis mit Suffolk unterhalten. Ferner schadeten ihrem öffentlichen Ansehen ihr Eintreten für französische Interessen sowie die englischen Gebietsverluste auf dem Festland, indem etwa Frankreich 1450 die Normandie zurückeroberte. Politisch schloss sie sich nach Suffolks Fall dessen Nachfolger als Erster Minister des Königs, Edmund Beaufort, 1. Duke of Somerset, an, der aufgrund seines Versagens, die englischen Territorien in Frankreich zu halten, Angriffen der Yorkisten ausgesetzt war. Führer dieser mit dem Herzog von Somerset konkurrierenden Hofpartei war der populäre Richard Plantagenet, 3. Duke of York. Margarete opponierte heftig gegen den Herzog von York, dem sie unterstellte, er wolle Heinrich VI. absetzen, um selbst die Regierung übernehmen zu können. Tatsächlich hatte York 1450 aufgrund seiner königlichen Abstammung das Recht für sich beansprucht, Heinrich im Fall von dessen weiterer Kinderlosigkeit auf den Thron folgen zu dürfen. Nach Somersets Verhaftung 1450 erreichte Margarete seine baldige Freilassung, woraufhin Somerset erneut Vorsitzender des Privy Council wurde. Als Somerset zum zweiten Mal auf Yorks Betreiben in Haft kam, besuchte ihn Margarete im Tower und sicherte ihm ihre weitere Unterstützung zu. Diese Informationen überliefert der flandrische Geschichtsschreiber Jean de Wavrin in seiner Chronik. Insgesamt gesehen trat Margarete aber vor 1453 politisch noch wenig hervor. Manche Historiker nehmen auch an, dass Margarete nicht von Anfang an mit dem Herzog von York verfeindet war; so demonstrieren ihre Schatzkammerrechnungen, dass der Herzog und seine Gemahlin zwischen 1445 und 1453 von ihr laufend mit Geschenken bedacht wurden.
Im April 1453 besuchte Margarete die Marienkapelle von Walsingham und brachte ein Dankopfer für ihr lange erwartetes Kind dar, das sie in wenigen Monaten auf die Welt bringen sollte. Doch noch vor der Geburt ihres Sohns Edward am 13. Oktober 1453 im Londoner Westminster-Palast trat bei Heinrich VI. im August 1453 erstmals für eineinhalb Jahre eine Geisteskrankheit auf, die ihn regierungsunfähig machte. Die Königin wurde hierdurch unmittelbar ins Zentrum der Machtkämpfe der rivalisierenden Adelsfraktionen gerückt, deren Führer jeweils für sich die Ausübung der Regentschaft für Heinrich VI. und den minderjährigen Thronerben beanspruchten. Margarete forderte im Januar 1454, dass sie selbst die Regentschaft ausüben dürfe, konnte mit diesem Anliegen aber nicht durchdringen. Vielmehr ernannte das Parlament am 27. März 1454 den Herzog von York zum „Protector of the Realm“ und Vorsitzenden des königlichen Rats, womit dieser zum Regenten aufstieg. Zwar schwor York wiederholt Heinrich VI. seine Treue, doch dürfte ihn Margarete trotzdem als Gefahr für die Thronfolge ihres Sohns betrachtet haben. Sie sah wohl den Herzog von Somerset, obgleich ebenfalls ein möglicher Thronanwärter, als ihren hauptsächlichsten Verbündeten im Kampf gegen York an und ließ ihm bereits seit dem Herbst 1451 eine jährliche Zahlung von 100 Mark zukommen. Nach seiner Machtergreifung ließ York seinen Rivalen erneut im Londoner Tower arretieren. Die Yorkisten streuten zudem gegen Margarete u. a. das Gerücht, dass Heinrich VI. nicht der Vater ihres Sohns Edward sei. Die Genesung Heinrichs VI. im Januar 1455 setzte indessen Yorks Regentschaft ein Ende. Somerset kam wieder frei und die Partei der Königin erhielt Auftrieb.

### Rolle in den Rosenkriegen
1455 brachen die 30 Jahre währenden Rosenkriege zwischen dem Haus Lancaster, dem König Heinrich VI. angehörte, und dem Haus York aus. Während dieser blutigen Thronkämpfe versuchte die ehrgeizige und willensstarke Königin Margarete von Anjou mit allen Mitteln, die Thronfolgerechte ihres Sohns Edward durchzusetzen. Dabei konnte sie sich nicht nur auf mächtige englische Bundesgenossen stützen, sondern auch auf die ausländischen Mächte Frankreich und Schottland.
Der sich zuspitzende Machtkampf zwischen Margarete und dem Herzog von Somerset auf der einen und dem Herzog von York auf der anderen Seite führte zur Ersten Schlacht von St Albans (22. Mai 1455), in der York den Sieg davontrug und Somerset fiel. Bald darauf verfiel der König wieder in seine Geisteskrankheit und York erreichte, dass er im November 1455 erneut zum Lordprotektor eingesetzt wurde. Margarete fürchtete wohl, dass York ihre Stellung untergraben könnte, vor allem durch die Beschneidung ihrer Geldmittel. Bereits im November 1454 waren auf Veranlassung der Yorkisten Verordnungen zur Limitierung der Kosten des königlichen Haushalts erlassen worden, der nach einer im Juli 1455 verabschiedeten Forderung des House of Commons auch mehr kontrolliert werden sollte. Ein weiteres, im Februar 1456 eingebrachtes Gesuch rief den heftigen Widerstand des House of Lords und der Königin hervor, und da sich Heinrich VI. auch wieder mental erholte, musste York am 23. Februar 1456 seinen Titel als Lordprotektor niederlegen.

#### Aufstieg zu einer Führerin der Lancaster-Partei
Der friedliebende König behielt den Herzog von York aber zu Margaretes Missfallen weiterhin als seinen wichtigsten Berater und auch Yorks Parteifreunde verblieben in bedeutenden administrativen Ämtern. Die über die Nachgiebigkeit ihres Gatten verärgerte Königin verließ im April 1456 mit ihrem Sohn London und überließ Heinrich VI. dem Einfluss Yorks. Sie residierte nun im Kenilworth Castle und dem nahegelegenen Coventry. Damit befand sie sich im Zentrum der ihr seit ihrer Heirat gehörigen Ländereien in den Midlands, die ihr die nötigen finanziellen Ressourcen boten. Auf der Tour durch ihre Besitztümer besuchte sie im Mai Tutbury Castle und im Juni Chester. Zwei im damaligen Zeitraum verfasste Schreiben aus der Sammlung der Paston Letters zeigen, dass Margarete nun als immer mächtigere politische Figur wahrgenommen wurde. Im August 1456 reiste ihr der König nach und hielt sich mit ihr in den Midlands auf. Beide nahmen im Oktober 1456 an einer Ratsversammlung in Coventry teil, zu der auch der Herzog von York geladen war. Danach schied dieser in gutem Einvernehmen vom König, war aber mit Margarete nicht ausgesöhnt. Dass die Königin damals ihre Machtposition weiter ausbaute, zeigen auch mehrere das folgende Jahr 1457 betreffende Aufzeichnungen des Archivs von Coventry. So wurde sie etwa beim Verlassen dieser Stadt am 16. März 1457 vom Bürgermeister sowie den Schulzen begleitet und ihr das königliche Schwert vorangetragen. Beim Fest der Kreuzerhöhung hielt sie am 14. September 1457 einen triumphalen Einzug in Coventry; Heinrich VI. blieb hingegen eher unbemerkt.
Margarete besaß keine eigenständige königliche Autorität und bemühte sich daher um die Schaffung einer ihr ergebenen Anhängerschaft, indem sie etwa maßgeblich bei der Auswahl der Mitglieder des für ihren minderjährigen Sohn Edward bestellten Kronrats mitsprach. So erlangte sie u. a. die Kontrolle über die Herzogtümer Lancaster und Cornwall sowie das Fürstentum Wales. Ihr Sohn war bereits im März 1454 zum Thronfolger (Prince of Wales) erhoben worden. Viele Mitglieder seines Rats hatten Beziehungen zu Margaretes Hofstaat, so die Bischöfe Laurence Booth und William Booth. Ferner knüpfte Margarete freundschaftliche Beziehungen mit hochrangigen Adligen Nordwestenglands an, darunter Humphrey Stafford, 1. Duke of Buckingham und John Talbot, 2. Earl of Shrewsbury. Sie vermittelte auch 1458 die Heirat des Sohns des Earls of Shrewsbury, der ebenfalls John Talbot hieß, mit Catherine Stafford, einer Tochter des Herzogs von Buckingham, wie sie überhaupt von 1456 bis 1460 mehrere Eheschließungen von Adligen arrangierte, um diese an sich zu binden. Da sie sich der Zahlungen aus der Staatskasse nicht sicher sein konnte, stützte sie sich zur Deckung ihrer finanziellen Bedürfnisse vor allem auf die Erträge aus ihren Gütern im Herzogtum Lancaster sowie auf die Einkünfte, die ihrem Sohn in seiner Eigenschaft als Thronfolger im Januar 1457 zugewiesen wurden.
Dass der am 28. August 1457 vom französischen Adligen Pierre de Brézé, einem Vertrauten von Margaretes Vater und König Karls VII., unternommene Angriff auf die südostenglischen Hafenstadt Sandwich auf die Aufforderung Margaretes hin erfolgt sei, wie die zeitgenössischen französischen Chronisten Mathieu d’Escouchy und Georges Chastellain behaupteten, hält die Historikerin Diana E. S. Dunn für unwahrscheinlich. Heinrich VI. beschloss im Oktober 1457, mit seiner Gemahlin nach London zurückzukehren, um dort wieder Hof zu halten. Er bemühte sich, eine Aussöhnung der beiden verfeindeten englischen Adelsfraktionen der Lancasters und Yorkisten herbeizuführen. Dazu initiierte er in der Hauptstadt am 25. März 1458 eine öffentliche Freundschaftsbekundung der gegnerischen Parteien, bei der zahlreiche führende Magnaten auf einer Loveday-Prozession miteinander vom Westminster Palace zur St Paul’s Cathedral schritten, darunter Königin Margarete gemeinsam mit ihrem Widersacher, dem Herzog von York. Doch blieb diese inszenierte Aussöhnung nur äußerlich. Die Spannungen nahmen bald wieder zu, Margarete versuchte vergeblich, Yorks Verbündeten Richard Neville, 16. Earl of Warwick von seinem Posten als Befehlshaber von Calais zu entfernen, und sie zog sich Anfang 1459 mit ihrem Gemahl wieder aus London nach Coventry zurück. Dann bereiste sie Cheshire, um dort militärische Gefolgschaft zu rekrutieren, und auch ihre Gegner bereiteten sich auf die Wiederaufnahme des Kriegs vor.

#### Weitere Kämpfe mit dem Herzog von York
In der Schlacht von Blore Heath (23. September 1459) erlitt die Lancaster-Partei gegen ein von Richard Neville, 5. Earl of Salisbury angeführtes Heer eine Niederlage. Nach einer zweifelhaften Überlieferung habe Margarete die Schlacht von einem Kirchturm im nahen Mucklestone aus beobachtet und sich nach dem Sieg der Yorkisten rasch aus dem Staub gemacht; und um ihre Flucht zu verschleiern, habe sie ihr Pferd verkehrt herum beschlagen lassen. Der Herzog von York verlor aber bereits am 12. Oktober 1459 die Schlacht von Ludlow gegen ein zahlenmäßig stark überlegenes Lancaster-Heer, das formal von König Heinrich VI. persönlich angeführt wurde. York floh nach Irland, von wo aus er in Verbindung mit Warwick trat, in dessen Gewalt sich Calais noch immer befand. Ein im folgenden November in Coventry zusammengetretenes Parlament erklärte die führenden flüchtigen Yorkisten zu Verrätern des Reichs; auch sollte deren Besitz eingezogen werden. Spätestens jetzt soll Margarete verräterische Verbindungen mit Pierre de Brézé angeknüpft haben. Zur weiteren Finanzierung des Kriegs ließ das Königspaar hohe Steuern erheben. Am 10. Juli 1460 gelang wiederum dem Earl von Warwick ein Sieg über die königlichen Truppen in der Schlacht von Northampton, und Heinrich VI. geriet in Gefangenschaft. Der Herzog von York eilte nach London, konnte zwar entgegen seinen Erwartungen nicht seine Erhebung zum König durchsetzen, wurde aber im Oktober 1460 anstelle von Margaretes Sohn Edward zum Thronerben erklärt. Inzwischen regierte er wieder als Lordprotektor im Namen des Königs.
Margarete war bei der Schlacht von Northampton nicht anwesend gewesen, sondern mit ihrem Sohn im Juni 1460 bei der Abreise ihres Gatten aus Coventry in dieser Stadt zurückgeblieben. Ihre genaue Fluchtroute nach der Gefangennahme des Königs ist unsicher, doch dürfte sie über Eccleshall nach Cheshire geflohen sein, wo sie keine neue Armee aufstellen konnte und von ihren eigenen Anhängern beraubt worden sein soll. Sie floh mit ihrem Sohn weiter quer durch Wales nach Harlech Castle, lehnte eine Anerkennung des Herzogs von York als Thronfolger entschieden ab und schiffte sich Ende 1460 mit Edward nach Schottland ein. Dort wurde sie von der Königinwitwe Maria von Geldern, Regentin für den minderjährigen Jakob III., freundlich aufgenommen und im Januar 1461 in der Lincluden Abbey einquartiert. Sie stellte eine Heirat ihres Sohns mit Mary, der Schwester Jakobs III., in Aussicht, falls sie schottische Militärhilfe erhielte. Doch musste sie auch die Abtretung von Berwick versprechen, und am 5. Januar 1461 wurde ein formaler Vertrag unterzeichnet. Inzwischen hatte der Herzog von York am 30. Dezember 1460 in der von der Lancaster-Partei gewonnenen Schlacht von Wakefield sein Leben verloren. Da Margarete damals in Schottland weilte, sind Berichte späterer Chronisten, nach denen sie Yorks Leichnam habe enthaupten und aufspießen lassen, unzutreffend.
Als Margarete vom Ausgang der Schlacht von Wakefield erfuhr, kehrte sie mit einem schottischen Hilfsheer nach England zurück und war am 20. Januar 1461 in York anwesend, Sie verspielte aber viele Sympathien, weil sie auf dem von ihr in Begleitung schottischer, walisischer und nordenglischer Truppen unternommenen Marsch gegen Süden Plünderungen ihrer Krieger, die sogar Altargefäße betrafen, zuließ. Der vom König begleitete Earl von Warwick zog ihr entgegen, wurde aber von ihrer Armee am 17. Februar 1461 in der Zweiten Schlacht von St. Albans geschlagen. In der Folge wurde der von Warwick zurückgelassene Heinrich VI. in das Zelt eines Militärführers Margaretes, John Clifford, gebracht, wo die Königin und ihr Sohn ihn trafen. Zwei gefangen genommene Adlige, William Bonville, 1. Baron Bonville und Sir Thomas Kyriel, wurden am folgenden Tag enthauptet. Laut späteren pro-yorkistischen Chronisten soll Margarete ihren Sohn ermuntert haben, persönlich die Todesurteile zu verkünden. London verwehrte jedoch der ungeliebten Königin und ihrem wilden Heer den Zutritt. Warwick konnte seine Truppen mit jenen des ältesten Sohns des gefallenen Herzogs von York vereinigen, der am 4. März 1461 in London als Eduard IV. zum König ausgerufen wurde. Vor den anrückenden Truppen Eduards IV. musste sich Margarete nördlich nach Yorkshire zurückziehen. Während der entscheidenden Schlacht von Towton (29. März 1461) befand sich die Königin in York. Nach der empfindlichen Niederlage ihrer Truppen floh sie mit ihrem Gatten und Sohn nach Schottland.

#### Exil in Schottland; vergebliche Invasionsversuche in England
Nach der Niederlage von Towton versuchte Margarete von Anjou in den nächsten zehn Jahren, den englischen Thron für ihren Gatten oder Sohn mit Hilfe Schottlands und Frankreichs, traditionellen Feinden Englands, zurückzuerobern. Anfangs konnte sie weiterhin auf die Loyalität zahlreicher Magnaten wie Henry Holland, 2. Duke of Exeter, Henry Beaufort, 2. Duke of Somerset und Jasper Tudor, 1. Duke of Bedford zählen, die für Eduard IV. von der schottischen Grenze her eine Bedrohung darstellten. Nach 1464 nahm die Unterstützung für Margaretes Bemühungen deutlich ab, zumal weder Frankreich noch Schottland zu substanzieller Hilfe bereit waren.
Als Margarete nach der Schlacht von Towton in Schottland ankam, fand sie dort freundliche Aufnahme und wurde zunächst im Linlithgow Palace und später im Dominikanerkloster von Edinburgh untergebracht. Ihr Gesuch, dass Schottland mit der von ihr angeführten Lancaster-Partei eine Allianz gegen Eduard IV. eingehen sollte, stieß jedoch am schottischen Hof auf geteiltes Echo. Die an der Spitze eines Regentschaftsrats stehende Königinwitwe Maria von Geldern war einem Bündnis nicht abgeneigt, doch ihr Großonkel, der burgundische Herzog Philipp der Gute, wollte ein gutes Verhältnis zu Eduard IV. etablieren und sandte den flämischen Adligen Ludwig von Brügge nach Schottland, um Maria von einer Allianz mit Margarete abzubringen. Bischof Jakob Kennedy von St Andrews trat hingegen für Margaretes Interessen ein. Zur Unterstützung ihres Anliegens, schottische Hilfe zu erhalten, offerierte die ins Exil getriebene englische Königin neben einer möglichen Heirat ihres Sohns Edward mit einer Tochter Marias von Geldern und der am 25. April 1461 erfolgten Übergabe der Grenzfestung Berwick auch die Abtretung von Carlisle. Außerdem schloss Margarete einen Vertrag mit George Douglas, 4. Earl of Angus, dem sie als Gegenleistung für seine Hilfe die Ernennung zum englischen Herzog und die Schenkung einer Burg und großer Ländereien nördlich der Flüsse Trent und Humber im Wert von 2000 Mark versprach. Eduard IV. ließ Margarete aber durch das erste von ihm einberufene Parlament alle ihre Rechte aberkennen.
Von französischer Seite erhielt Margarete zunächst durch Pierre de Brézé Unterstützung, der die englischen Kanalinseln im Mai 1461 angriff. Im Juli 1461 reisten der Duke of Somerset und weitere Persönlichkeiten im Auftrag Margaretes nach Frankreich, um von Karl VII. weitere Hilfeleistung gegen Eduard IV. zu erwirken. Der König starb jedoch zu dieser Zeit, und sein Sohn und Nachfolger Ludwig XI. zeigte sich bezüglich Margaretes Anliegen wenig entgegenkommend und fürchtete die Bildung einer gegen Frankreich gerichteten burgundisch-yorkistischen Allianz. Da die exilierte Königin also keine französische Hilfe erhielt, wurde sie ungeduldig, ließ ihren Gatten in Schottland zurück und schiffte sich im April 1462 mit ihrem Sohn in Kirkcudbright ein, um Kurs nach der Bretagne zu nehmen. Zur Bestreitung der Kosten dieser Seereise hatte sie sich von der schottischen Königin Geld leihen müssen. Beim Herzog der Bretagne, Franz II., fand sie herzliche Aufnahme und erhielt von ihm reiche Geschenke. Ihre nächste Etappe führte sie nach Angers und Touraine. Damals sah sie ihren Vater René von Anjou wieder, der ihr 8000 Florin zur Deckung der weiteren Reisekosten lieh und sich für die Erfüllung ihrer Forderungen bei Ludwig XI. einsetzte. Am 23. Juni 1462 traf sich Margarete mit dem französischen König in Chinon, der ihr unter der Bedingung der Auslieferung von Calais ein Darlehen von 20.000 Francs versprach. In England kam das Gerücht auf, dass die englische Garnison von Calais in ihrer Treue zu Eduard IV. schwanke. Nach weiteren Verhandlungen in Tours sagte der König am folgenden 28. Juni zu, gegen die Übergabe von Calais eine kleine Armee auszurüsten, die Margarete einen neuen Angriff auf England ermöglichen sollte. Zum Kommandanten dieser Truppen bestimmte der König Pierre de Brézé.
Im Oktober 1462 segelten Margarete und Brézé mit einer nur 42 Schiffe starken Flotte und 800 Soldaten, deren Sold Brézé aus eigener Tasche bezahlte, von der Normandie ab, entgingen glücklich den von Eduard IV. entsandten Kriegsschiffen und erreichten sicher die schottische Küste. Dort schlossen sich ihnen Heinrich VI. und der Herzog von Somerset an. Anschließend fielen sie mit ihrem Heer ins nordostenglische Northumberland ein und eroberten Bamburgh Castle, Dunstanburgh Castle und Alnwick. Sie erhielten aber keinen Zuzug durch englische Anhänger der Lancaster-Partei. Als Streitkräfte der Yorkisten anrückten, entkamen Margarete, ihr Gatte und Brézé an Bord eines Boots, während der Großteil ihrer Schiffe einem Sturm zum Opfer fiel. Sie zogen sich in das nun in schottischer Hand befindliche Berwick zurück. Gegen Ende 1462 übergab Somerset die von Margaretes Armee eroberten drei englischen Grenzfestungen den Anhängern Eduards IV. und er unterwarf sich dem König. Doch gelang es schottischen und französischen Kriegern im Frühjahr 1463, diese drei Burgen wieder für Margarete in Besitz zu nehmen. Hingegen schlug ein im Juli 1463 unternommener Angriff eines formal vom minderjährigen König Jakob III. angeführten schottischen Heers, dem sich Margarete und Heinrich VI. angeschlossen hatten, auf die Grenzfestung Norham Castle in Northumberland fehl. Im folgenden Monat segelte Margarete mit ihrem Sohn, wenigen loyalen Adligen wie dem Herzog von Exeter und sieben Dienerinnen wieder zum europäischen Festland zurück und legte im flandrischen Sluis an, während Heinrich VI. in Schottland blieb.

#### Exil in Frankreich
Margarete reiste mit ihrem Gefolge weiter nach Brügge, wo sie Karl der Kühne, damals Graf von Charolais, herzlich empfing. Seinem Vater, Herzog Philipp von Burgund, war jedoch ihr Besuch nicht willkommen. Dennoch drängte Margarete auf ein persönliches Treffen mit ihrem alten Widersacher, um ihn um substantielle Hilfe für den Kampf gegen Eduard IV. zu ersuchen, und Herzog Philipp stimmte schließlich zu. Sie fuhr in einem einfachen, mit einer Plane bedeckten Wagen von Brügge nach Saint-Pol und lief dabei während der Passage von Béthune Gefahr, von der englischen Garnison von Calais gefangen genommen zu werden. Am 31. August 1463 traf sie in Saint-Pol ein und durfte Anfang September mit Herzog Philipp eine persönliche Unterredung führen. Philipp hörte ihr zwar freundlich zu, gewährte aber keine weitere Hilfestellung als ein Präsent von 2000 Kronen. Seine Schwester Agnes, Herzogin von Bourbon, und deren Tochter vernahmen Margaretes stark gefärbte Erzählung ihrer Abenteuer in Schottland, darunter den Überfall eines Räubers, als sie sich mit ihrem Sohn im Wald versteckt habe. Diese Darstellung nahm Georges Chastellain mit weiteren literarischen Ausschmückungen in seine Chronik auf. Margarete kehrte dann nach Brügge zurück, wo Karl der Kühne sie erneut zuvorkommend behandelte. Auf Drängen Herzogs Philipps reiste sie weiter zum Herrschaftsgebiet ihres Vaters.
In dem am 8. Oktober 1463 mit Eduard IV. geschlossenen Waffenstillstand von Hesdin verpflichtete sich Ludwig XI., keinerlei Hilfestellung für Versuche der Lancaster-Partei, den englischen Thron für Heinrich VI. zurückzuerlangen, zu gewähren. So konnte Margarete vom französischen König keine Unterstützung erwarten. Im Winter 1463/64 lebte sie bei ihrem Vater in Nancy. Danach wohnte sie bis 1468 meist im Schloss von Saint-Mihiel im Herzogtum Bar, das ihr von ihrem Vater zugewiesen worden war. Ludwig XI. überließ es auch ihrem verarmten Vater, für ihren Lebensunterhalt zu sorgen. René von Anjou zahlte seiner Tochter eine jährliche Rente von 6000 Kronen, mit der Margarete für ihren aus etwa 100 Mitglieder umfassenden Haushalt aufkommen musste. In dieser Zeit widmete sich die exilierte Königin vor allem der Erziehung ihres Sohns Edward. Trotz der scheinbaren Aussichtslosigkeit ihres Bestrebens ließ Margarete ihren Sohn auf seine Rolle, englischer König zu werden, vorbereiten. Der englische Jurist John Fortescue, der Margarete ins Exil begleitete, verfasste zur Belehrung des jungen Edward sein bekanntes Werk De laudibus legum Angliae. Er schrieb auch, dass er wie Margarete und ihre übrigen Begleiter in ziemlicher Dürftigkeit leben müsse. Besuch erhielt Margarete öfters von ihrem Bruder, dem lothringischen Herzog Johann II., und im Bedarfsfall schickte René von Anjou seinen Leibarzt Pierre Robin. Als Edward gegen Ende 1464 eine schwere Krankheit überstanden hatte, unternahm seine dankbare Mutter eine Pilgerreise in den nordostfranzösischen Wallfahrtsort Saint-Nicolas-de-Port.
Anfangs blieb Margarete nach ihrer Ankunft in Flandern im August 1463 mit ihrem auf den Britischen Inseln zurückgebliebenen Gatten in Verbindung. Entsprechende Vermittlerdienste übernahm der französische Diplomat Guillaume Cousinot de Montreuil. Im Frühling 1464 unternommene Lancaster-Aufstände in Wales und Nordengland, um Heinrich VI. wieder den Thron zu verschaffen, wurden aber von yorkistischen Armeen niedergeschlagen und der Herzog von Somerset in der Schlacht von Hexham (15. Mai 1464) besiegt. Die Schotten mussten mit Eduard IV. Frieden schließen und der versteckt lebende Heinrich VI. wurde im Juli 1465 in Lancashire ergriffen und im Londoner Tower interniert. Margarete warb bei den Königen von Portugal und Kastilien sowie Karl dem Kühnen um Hilfe. Auch in England und Wales selbst versuchte sie offenbar, weiterhin die Restauration Heinrichs VI. zu betreiben, wie u. a. die 1467 erfolgte Verhaftung eines von der exilierten Königin zu Aufständischen in Harlech Castle entsandten Kuriers belegt.

#### Kurze Restauration der Lancaster-Herrschaft; Niederlage bei Tewkesbury
Ab 1468 verbesserten sich Margaretes Aussichten wieder. Als Karl der Kühne, nun Herzog von Burgund, am 3. Juli 1468 Margareta von York, eine Schwester Eduards IV. ehelichte, beunruhigte Ludwig XI. diese englisch-burgundische Heiratsallianz und machte ihn Margaretes Wünschen geneigter. Im Oktober 1468 kamen Gerüchte auf, dass Margarete mit ihrem Sohn Truppen gesammelt habe und sich in Harfleur auf die Überfahrt nach England vorbereite, woraufhin Eduard IV. Abwehrmaßnahmen gegen die mögliche Invasion ergriff. Gefahr drohte Eduard aber vor allem von seinem bisherigen wichtigen Verbündeten, dem mächtigen Earl of Warwick, der nach Eduards Heirat mit Elisabeth Woodville immer weniger Einfluss auszuüben vermochte und sich daher vom König abwandte. John Fortescue bemühte sich nun intensiv, ein Bündnis zwischen Margarete und ihrem alten Gegner Warwick durch die Verheiratung ihres Sohns Edward mit Warwicks Tochter Anne Neville zustande zu bringen. Nach der letztlich gescheiterten Rebellion Warwicks und George Plantagenets, 1. Duke of Clarence, einem jüngeren Bruder Eduards IV., flüchteten beide im Mai 1470 nach Frankreich. Ludwig XI. versuchte nun ebenfalls, eine Koalition zwischen Warwick, Clarence und Margarete zu schmieden, um Eduard IV. zu stürzen. Nur unter großen Schwierigkeiten konnte Margarete zu einem Treffen mit Warwick überredet werden, das im Juli 1470 in Angers stattfand. Warwick hatte früher böse Anschuldigungen gegen Margarete verbreitet und ihren Sohn öffentlich als Bastard bezeichnet und bat sie nun um Vergebung. Nach langem Drängen Ludwigs XI. und ihres Vaters stimmte Margarete schließlich der Eheschließung ihres Sohns mit Warwicks Tochter zu, doch müsse Warwick zuerst die Wiederherstellung der Herrschaft Heinrichs VI. ermöglichen. Im September 1470 segelte Warwick mit 60 vom französischen König ausgerüsteten Schiffen nach England zurück.
Tatsächlich gelang es Warwick, genannt der Königsmacher, rasch, London zu besetzen, den auf die Invasion unvorbereiteten Eduard IV. zur Flucht zu Karl dem Kühnen zu nötigen und Heinrich VI. aus dem Tower zu befreien, den er danach wieder auf den Thron setzte. Margarete dürfte ihre Hoffnungen dennoch weniger auf ihren geisteskranken Gatten als auf ihren jungen Sohn gesetzt haben. Sie traute Warwick nicht und blieb zunächst in Frankreich, bis die Umstände eine sichere Rückkehr nach England ermöglichen würden. Sie fürchtete, dass sie bei einer Überfahrt über den Ärmelkanal von Schiffen des mit Eduard IV. verbündeten Burgunderherzogs abgefangen werden könnte. Mitte Oktober 1470 nahm sie mit ihrem Sohn in Paris an einem Dankfest für die Restauration Heinrichs VI. teil. Erst gegen Ende Dezember 1470 reiste sie über Rouen zur Küste der Normandie. Inzwischen mühte sich Warwick ab, die Lancaster-Herrschaft in ganz England durchzusetzen und versicherte einer im Januar 1471 nach London gereisten französischen Delegation, dass die Rückkehr für Margarete und ihren Sohn gefahrlos sei. Im Februar 1471 drängte Heinrich VI. seine Gattin, nun unverzüglich zu ihm zu kommen. Im gleichen Monat segelte der Prior von St John’s in Warwicks Auftrag an der Spitze einer Gesandtschaft nach Honfleur, um Margarete und deren Begleitung zu treffen.
Eduard IV. landete mit einer in Burgund rekrutierten kleinen Armee im März 1471 an der Küste Yorkshires und drang rasch gegen Süden vor, wobei für seinen Erfolg vor allem der Übergang seines Bruders George, Herzog von Clarence, auf seine Seite sowie die freundliche Haltung Londons entscheidend waren. Wegen Schlechtwetters konnten hingegen Margarete, ihr Sohn Edward, die Gräfin von Warwick und einige Führer der Lancaster-Partei erst am 24. März 1471 von Harfleur ablegen. Widrige Winde verhinderten weitere drei Wochen ihre Überquerung des Ärmelkanals. Erst am 13. April ermöglichte ihnen eine Wetterbesserung die erfolgreiche Überfahrt. Am 14. April landeten sie bei Weymouth an der südwestenglischen Küste. Eduard IV. siegte aber am gleichen Tag in der Schlacht von Barnet, in der gleichzeitig der für die Lancaster-Partei wichtige Verbündete Warwick fiel. Margarete begab sich mit ihren Begleitern am 15. April nach der in Dorset gelegenen Cerne Abbey, wo sie von Edmund Beaufort, 3. Duke of Somerset und John Courtenay, 15. Earl of Devon aufgesucht und über die Niederlage ihrer Partei bei Barnet informiert wurde. Die beiden Adligen konnten die deprimierte Königin aber zur Fortsetzung des Kampfs bewegen.
In südwestenglischen Gebieten wie Somerset. Dorset, Wiltshire, Devonshire und Cornwall erhielt Margarete Truppenverstärkungen. Sie zog über Exeter und Glastonbury nach Bath. Daraufhin wollte sie entweder den Severn überqueren, um sich der Armee Jasper Tudors in Wales anzuschließen, oder nach Nordwesten ziehend zu ihren Anhängern in Cheshire gelangen. Um Eduard IV. einen vermeintlichen Marsch gegen London vorzutäuschen, hatte sie Voraustrupps nach Osten entsandt. Doch Eduard IV. durchschaute ihre Taktik und traf am 29. April 1471, als Margarete gerade in Bath angekommen war, in Cirencester ein, um ihr den Weg nach Norden zu versperren. Margarete zog sich daraufhin nach Bristol zurück und marschierte dann entlang des Severn-Tals, passierte Berkeley und kam am 3. Mai in Gloucester an, während ihr Eduard IV. auf einer Parallelroute durch die Cotswolds folgte. Da Gloucester Margaretes Armee nicht einließ, konnte sie nicht über die dortige Severn-Brücke nach Wales entkommen. Die müden Soldaten zogen weiter nach Tewkesbury und stellten sich dort am folgenden Tag (4. Mai 1471) den von Osten her anrückenden Truppen Eduards IV. zur Schlacht, wurden aber geschlagen.

### Gefangenschaft in England; Rückkehr nach Frankreich; Tod
Margaretes Sohn Edward, der an der Schlacht von Tewkesbury teilgenommen hatte, wurde auf der Flucht getötet. Sie selbst war bei der Schlacht nicht anwesend gewesen, sondern hatte mit Anne Neville und ihrer treuen Hofdame Katherine Vaux in einem nahegelegenen, nicht näher lokalisierbaren Gotteshaus abgewartet.  Drei Tage später wurde sie dort entdeckt, gefangen genommen und von Sir William Stanley an Eduard IV. ausgeliefert. Laut dem anonymen Fortsetzer der Historia Croylandensis musste sie sich am 21. Mai 1471 in einem Wagen vor ihrem siegreichen Gegner durch die Londoner Straßen fahren und präsentieren lassen. Sie diente dabei als Schaustück in Eduards Siegesparade durch die Hauptstadt. In der folgenden Nacht starb Heinrich VI. unter nicht genau geklärten Umständen im Tower of London. Somit stellte die gebrochene Margarete keine politische Gefahr mehr dar, musste aber die nächsten fünf Jahre in Gefangenschaft in England verbringen.
Zunächst wurde Margarete von London nach Windsor Castle gebracht. Laut dem französischen Chronisten Thomas Basin ließ Eduard IV. verkünden, dass sie in Würde lebe und es daher vorziehe, in England zu bleiben, statt nach Frankreich zurückzukehren. Ab Ende 1471 wurde Margarete in Wallingford Castle eingesperrt, wo ihre alte Freundin Alice Chaucer, verwitwete Gräfin von Suffolk, ihre Aufseherin war. Gemäß einer Bedingung des am 29. August 1475 abgeschlossenen Vertrags von Picquigny kaufte Ludwig XI. schließlich die gefangene vormalige Königin frei. Am 2. Oktober 1475 verpflichtete er sich zur Zahlung eines Lösegelds von 50.000 Goldkronen für ihre Freilassung; außerdem musste Margarete allen ihren Rechten auf den englischen Thron und ihr Wittum in England entsagen. Sir Thomas Montgomery sollte sie bei der Überfahrt nach Frankreich begleiten. Sie wurde über den Ärmelkanal nach Dieppe und weiter nach Rouen gebracht und dort am 22. Januar 1476 französischen Kommissaren übergeben. Im Gegenzug erfolgte bei dieser Gelegenheit die Zahlung der ersten Lösegeldrate.
Margaretes Vater René von Anjou, der seit 1470 zurückgezogen in der Grafschaft Provence lebte, kümmerte sich nicht weiter um seine Tochter und sah sie wahrscheinlich bis zu seinem am 10. Juli 1480 in Aix-en-Provence erfolgten Tod nicht wieder. Ihre Mutter Isabella war bereits 1453 gestorben. Die exilierte Königinwitwe war also darauf angewiesen, dass ihr Ludwig XI. den Lebensunterhalt finanzierte. Der König zahlte ihr eine Pension von 6000 Kronen, erreichte aber als Entschädigung für diese und bereits früher von ihm geleistete Aufwendungen, dass sie auf ihre Sukzessionsrechte in den Territorien ihrer Eltern verzichtete. Zunächst wohnte Margarete nun im Château de Reculée nahe Angers. Nach dem Tod ihres Vaters übersiedelte sie ins Schloss Dampierre bei Saumur, das ihr der Adlige François de Vignolles, ein treuer Gefolgsmann ihres Vaters, zur Verfügung stellte. Es lag in derselben Gegend von Anjou, in der sie aufgewachsen war. Dort verbrachte sie ihre beiden letzten Lebensjahre in relativer Armut und Abgeschiedenheit. Sie las nun den berührenden Traktat Le Temple de Boccace, remontrances par manière de consolation à un désolée reine d’Angleterre, den Chastellain auf ihren Wunsch verfasst hatte und der von den Unglücksfällen der Herrscherfamilien des Hauses Anjou handelt. Ihre Gesundheit verschlechterte sich aber bald. Am 2. August 1482 setzte sie ihr kurzes Testament auf. In diesem bat sie Ludwig XI. um ihre Bestattung in der Kathedrale von Angers an der Seite ihrer Eltern. Ferner ersuchte sie den König darin, dass er für den wahrscheinlichen Fall, dass das ihr verbliebene Vermögen zur Bezahlung ihrer Schulden und ihres Begräbnisses nicht hinreichen sollte, den Fehlbetrag übernehmen möge. Zu den Zeugen ihres letzten Willens gehörte ihre treue Hofdame Katherine Vaux. Bald danach, am 25. August 1482, starb Margarete im Alter von 52 Jahren nahe Saumur und wurde ihrem Wunsch gemäß in der Kathedrale von Angers bestattet.

## Rezeption
Giacomo Meyerbeer schuf die Oper Margherita d’Anjou, die am Teatro alla Scala in Mailand 1820 uraufgeführt wurde.
Peter Hacks schrieb 1967 die Komödie Margarete in Aix.

## Nachkommen
Mit Heinrich VI. hatte Margarete ein Kind:
- Eduard, Prince of Wales, (* 13. Oktober 1453; † 4. Mai 1471 in der Schlacht von Tewkesbury). Er führte von Geburt an den Titel Duke of Cornwall.

Edward wurde im Dezember 1470 mit Anne Neville verheiratet, Tochter von Richard Neville, 16. Earl of Warwick, und Anne Beauchamp. Ob diese Ehe vollzogen wurde, ist nicht eindeutig zu klären.

## Vorfahren
| Ludwig von Anjou | Ludwig von Anjou | Ludwig von Anjou | Ludwig von Anjou | Ludwig von Anjou     | Ludwig von Anjou     |                      |                      | Marie von Châtillon-Blois | Marie von Châtillon-Blois | Marie von Châtillon-Blois | Marie von Châtillon-Blois | Marie von Châtillon-Blois | Marie von Châtillon-Blois |                   |                   | Jakob I. von Aragón | Jakob I. von Aragón | Jakob I. von Aragón | Jakob I. von Aragón | Jakob I. von Aragón | Jakob I. von Aragón |                     |                     | Violante von Bar    | Violante von Bar    | Violante von Bar | Violante von Bar | Violante von Bar    | Violante von Bar |  |  | Johann I. (Lothringen) | Johann I. (Lothringen) | Johann I. (Lothringen) | Johann I. (Lothringen) | Johann I. (Lothringen)  | Johann I. (Lothringen)  |                         |                         | Sophie von Württemberg  | Sophie von Württemberg  | Sophie von Württemberg | Sophie von Württemberg | Sophie von Württemberg  | Sophie von Württemberg  |                         |                         | Ruprecht III.           | Ruprecht III.           | Ruprecht III. | Ruprecht III. | Ruprecht III.           | Ruprecht III.           |                         |                         | Elisabeth von Nürnberg  | Elisabeth von Nürnberg  | Elisabeth von Nürnberg | Elisabeth von Nürnberg | Elisabeth von Nürnberg | Elisabeth von Nürnberg |
| Ludwig von Anjou | Ludwig von Anjou | Ludwig von Anjou | Ludwig von Anjou | Ludwig von Anjou     | Ludwig von Anjou     |                      |                      | Marie von Châtillon-Blois | Marie von Châtillon-Blois | Marie von Châtillon-Blois | Marie von Châtillon-Blois | Marie von Châtillon-Blois | Marie von Châtillon-Blois |                   |                   | Jakob I. von Aragón | Jakob I. von Aragón | Jakob I. von Aragón | Jakob I. von Aragón | Jakob I. von Aragón | Jakob I. von Aragón |                     |                     | Violante von Bar    | Violante von Bar    | Violante von Bar | Violante von Bar | Violante von Bar    | Violante von Bar |  |  | Johann I. (Lothringen) | Johann I. (Lothringen) | Johann I. (Lothringen) | Johann I. (Lothringen) | Johann I. (Lothringen)  | Johann I. (Lothringen)  |                         |                         | Sophie von Württemberg  | Sophie von Württemberg  | Sophie von Württemberg | Sophie von Württemberg | Sophie von Württemberg  | Sophie von Württemberg  |                         |                         | Ruprecht III.           | Ruprecht III.           | Ruprecht III. | Ruprecht III. | Ruprecht III.           | Ruprecht III.           |                         |                         | Elisabeth von Nürnberg  | Elisabeth von Nürnberg  | Elisabeth von Nürnberg | Elisabeth von Nürnberg | Elisabeth von Nürnberg | Elisabeth von Nürnberg |
|                  |                  |                  |                  |                      |                      |                      |                      |                           |                           |                           |                           |                           |                           |                   |                   |                     |                     |                     |                     |                     |                     |                     |                     |                     |                     |                  |                  |                     |                  |  |  |                        |                        |                        |                        |                         |                         |                         |                         |                         |                         |                        |                        |                         |                         |                         |                         |                         |                         |               |               |                         |                         |                         |                         |                         |                         |                        |                        |                        |                        |
|                  |                  |                  |                  | Ludwig II. von Anjou | Ludwig II. von Anjou | Ludwig II. von Anjou | Ludwig II. von Anjou | Ludwig II. von Anjou      | Ludwig II. von Anjou      |                           |                           |                           |                           |                   |                   |                     |                     |                     |                     | Jolanthe von Aragón | Jolanthe von Aragón | Jolanthe von Aragón | Jolanthe von Aragón | Jolanthe von Aragón | Jolanthe von Aragón |                  |                  |                     |                  |  |  |                        |                        |                        |                        | Karl II. von Lothringen | Karl II. von Lothringen | Karl II. von Lothringen | Karl II. von Lothringen | Karl II. von Lothringen | Karl II. von Lothringen |                        |                        |                         |                         |                         |                         |                         |                         |               |               | Margarete von der Pfalz | Margarete von der Pfalz | Margarete von der Pfalz | Margarete von der Pfalz | Margarete von der Pfalz | Margarete von der Pfalz |                        |                        |                        |                        |
|                  |                  |                  |                  | Ludwig II. von Anjou | Ludwig II. von Anjou | Ludwig II. von Anjou | Ludwig II. von Anjou | Ludwig II. von Anjou      | Ludwig II. von Anjou      |                           |                           |                           |                           |                   |                   |                     |                     |                     |                     | Jolanthe von Aragón | Jolanthe von Aragón | Jolanthe von Aragón | Jolanthe von Aragón | Jolanthe von Aragón | Jolanthe von Aragón |                  |                  |                     |                  |  |  |                        |                        |                        |                        | Karl II. von Lothringen | Karl II. von Lothringen | Karl II. von Lothringen | Karl II. von Lothringen | Karl II. von Lothringen | Karl II. von Lothringen |                        |                        |                         |                         |                         |                         |                         |                         |               |               | Margarete von der Pfalz | Margarete von der Pfalz | Margarete von der Pfalz | Margarete von der Pfalz | Margarete von der Pfalz | Margarete von der Pfalz |                        |                        |                        |                        |
|                  |                  |                  |                  |                      |                      |                      |                      |                           |                           |                           |                           |                           |                           |                   |                   |                     |                     |                     |                     |                     |                     |                     |                     |                     |                     |                  |                  |                     |                  |  |  |                        |                        |                        |                        |                         |                         |                         |                         |                         |                         |                        |                        |                         |                         |                         |                         |                         |                         |               |               |                         |                         |                         |                         |                         |                         |                        |                        |                        |                        |
|                  |                  |                  |                  |                      |                      |                      |                      |                           |                           |                           |                           | René I. von Anjou         | René I. von Anjou         | René I. von Anjou | René I. von Anjou | René I. von Anjou   | René I. von Anjou   |                     |                     |                     |                     |                     |                     |                     |                     |                  |                  |                     |                  |  |  |                        |                        |                        |                        |                         |                         |                         |                         |                         |                         |                        |                        | Isabella von Lothringen | Isabella von Lothringen | Isabella von Lothringen | Isabella von Lothringen | Isabella von Lothringen | Isabella von Lothringen |               |               |                         |                         |                         |                         |                         |                         |                        |                        |                        |                        |
|                  |                  |                  |                  |                      |                      |                      |                      |                           |                           |                           |                           | René I. von Anjou         | René I. von Anjou         | René I. von Anjou | René I. von Anjou | René I. von Anjou   | René I. von Anjou   |                     |                     |                     |                     |                     |                     |                     |                     |                  |                  |                     |                  |  |  |                        |                        |                        |                        |                         |                         |                         |                         |                         |                         |                        |                        | Isabella von Lothringen | Isabella von Lothringen | Isabella von Lothringen | Isabella von Lothringen | Isabella von Lothringen | Isabella von Lothringen |               |               |                         |                         |                         |                         |                         |                         |                        |                        |                        |                        |
|                  |                  |                  |                  |                      |                      |                      |                      |                           |                           |                           |                           |                           |                           |                   |                   |                     |                     |                     |                     |                     |                     |                     |                     |                     |                     |                  |                  |                     |                  |  |  |                        |                        |                        |                        |                         |                         |                         |                         |                         |                         |                        |                        |                         |                         |                         |                         |                         |                         |               |               |                         |                         |                         |                         |                         |                         |                        |                        |                        |                        |
|                  |                  |                  |                  |                      |                      |                      |                      |                           |                           |                           |                           |                           |                           |                   |                   |                     |                     |                     |                     |                     |                     |                     |                     |                     |                     |                  |                  | Margarete von Anjou |                  |  |  |                        |                        |                        |                        |                         |                         |                         |                         |                         |                         |                        |                        |                         |                         |                         |                         |                         |                         |               |               |                         |                         |                         |                         |                         |                         |                        |                        |                        |                        |